# Grabbers
Grabbers (Originaltitel: Grabbers) ist eine britisch-irische Horrorkomödie von Regisseur Jon Wright für die Produktionsfirmen Forward Films, High Treason Productions und Irish Film Board aus dem Jahr 2012 mit Richard Coyle, Ruth Bradley und Russell Tovey in den Hauptrollen. Die deutsche Erstaufführung des schwarzhumorigen Alien-Films fand am 22. August 2012 im Rahmen des Fantasy Filmfests statt.

## Handlung
An einer verschlafenen irischen Küste geschehen plötzlich rätselhafte Dinge: Es finden sich tote Wale am Strand, einheimische Fischer verschwinden spurlos und der alte Paddy hat plötzlich in seiner Reuse eine seltsame Kreatur gefangen. Genau zu dieser Zeit kommt die selbstbewusste junge Großstadtpolizistin Lisa Nolan in das Örtchen, um als Urlaubsvertretung auszuhelfen. Während der sensible und dem Alkohol zugeneigte Dorfpolizist Ciarán O’Shea anfänglich noch wenig begeistert ist von deren Anwesenheit, ändert sich die Situation schlagartig, als plötzlich glibberige und quallige Krakenaliens in den Ort einfallen. Mit gemeinsamen Kräften analysiert man die Situation und kommt schnell zu dem Schluss, dass gegen die kleinen blutsaugenden Außerirdischen am besten eine starke „Immunisierung“ in Form einer hohen Alkoholkonzentration im Blut hilft, auf die die Aliens äußerst allergisch reagieren, da für sie der Blutalkohol tödlich wirkt.
Unter dem Vorwand, für die Kneipenwirtin eine Feier im heimischen Pub zu organisieren, versammelt sich ein enger Kreis aus Eingeweihten, um die ahnungslosen Dorfbewohner mit Alkohol zu immunisieren, was überwiegend auch gelingt. Leider hat man die Rechnung jedoch ohne das Monsteralien gemacht, nämlich das männliche Tier, das gigantische Ausmaße hat und mit Vorliebe ganze Menschen verspeist und nur deren Köpfe übrig lässt. Im finalen Duell gegen das Monster gelingt es schließlich den beiden Polizisten Ciarán O’Shea und Lisa Nolan unter starkem Alkoholeinfluss, das Alien in eine vom Ort abgelegene Grube zu locken und ihm dort den Garaus zu machen. Am Ende stellen die beiden fest, dass sie als Paar eine ziemlich gute Figur abgegeben haben, ohne jedoch zu ahnen, dass am Strand bereits weitere Alieneier vor dem Schlüpfen stehen.

## Kritiken
„Bärbeißige Horrorkomödie um Tentakelwesen aus dem All, die vor allem durch ihre irische Alkoholseligkeit und den dazugehörigen schwarzen Humor für sich einnimmt.“

„Krakenartige Aliens landen auf der Erde, genauer gesagt vor einer hübschen irischen Insel. Der permanent verkaterte Dorfcop O'Shea (Richard Coyle) kämpft mit Urlaubsvertretung Lisa (Ruth Bradley) und ungewöhnlichen Methoden gegen die außerirische Gefahr. Da die angereisten Killer allergisch auf zu viel Promille im Blut, bechern die Dorfbewohner um ihr Leben… Monsterhorror trifft britischen Humor.“

## Produktionsnotizen
Das Produktionsdesign lieferte Tom McCullagh, die Szenenbilder stammen von Brendan Rankin. Für die Kostüme zeichnete Hazel Webb-Crozier verantwortlich. Drehorte des Films lagen unter anderem in Belfast, Nordirland.

## Auszeichnungen
- 2012: Neuchâtel International Fantastic Film Festival: Publikumspreis und Titra Film Award für Regisseur Jon Wright
- 2012: Sitges – Catalonian International Film Festival: Nominierung für den besten Film von Jon Wright
- 2012: Strasbourg International Film Festival: Festival Audience Prize für Regisseur Jon Wright
- 2013: Writers’ Guild of Great Britain: Nominierung für das beste Drehbuch eines Spielfilms für Kevin Lehane
- 2013: Golden Trailer Awards: Nominierung
- 2013: Irish Film and Television Award für die beste Hauptdarstellerin: Ruth Bradley
- 2013: mehrere Irish-Film-and-Television-Award-Nominierungen unter anderem für den besten Film, das beste Drehbuch und die beste Nebendarstellerin
- 2014: Fangoria-Chainsaw-Awards-Nominierungen unter anderem für das beste Drehbuch und das beste Make-up